# Wilhelm Ramsay

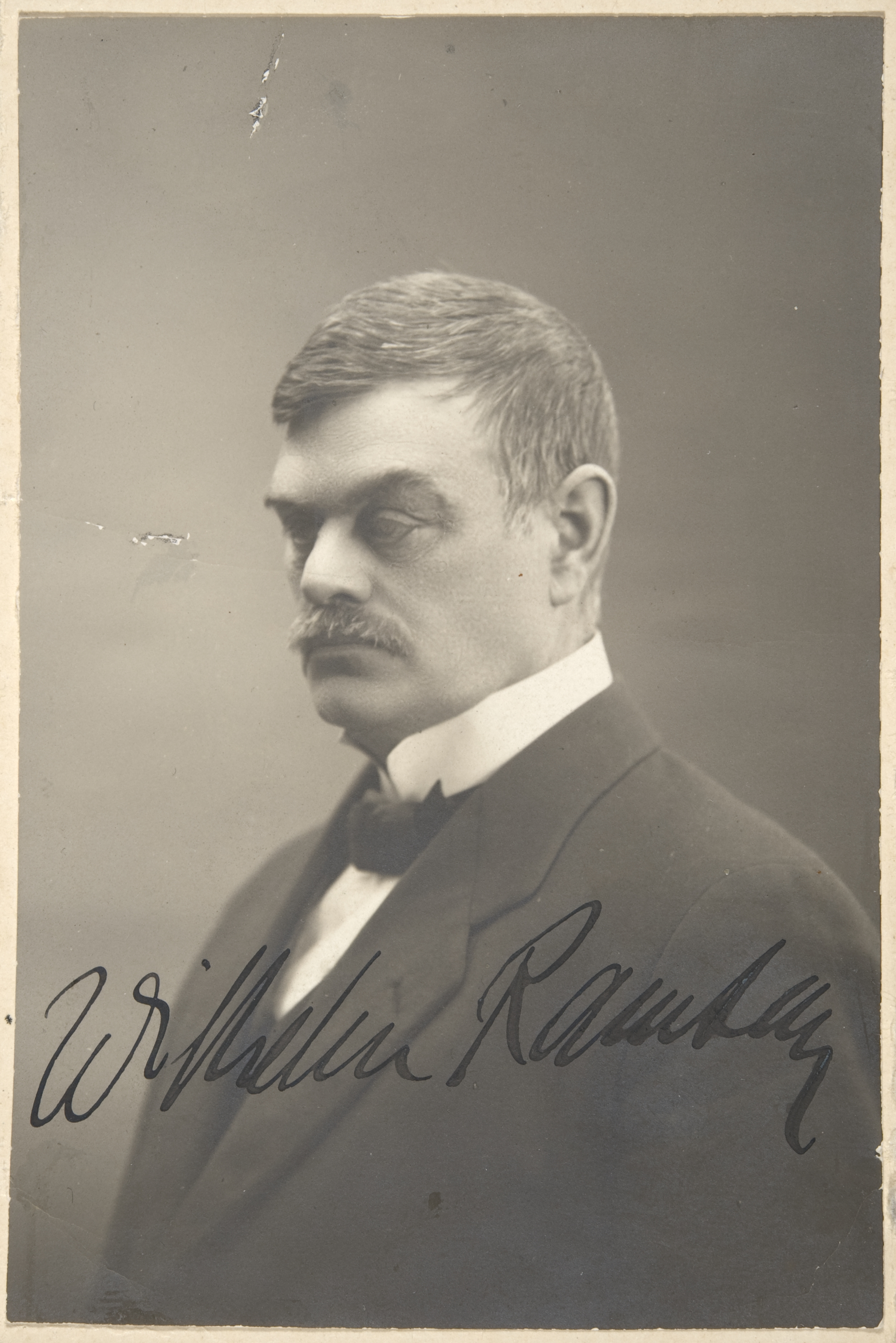
Wilhelm Ramsay, 1915

Wilhelm Ramsay (* 20. Januar 1865 Dalsbruk im Kirchspiel Dragsfjärd; † 6. Januar 1928 in Helsingfors) war ein finnischer Geologe schottischer Abstammung, der sich mit mineralogischen und petrographischen Forschungen in Skandinavien befasste.

## Jugend und Ausbildung
Ramsay verbrachte seine Kindheit im Umfeld der Eisengießerei von Dalsbruk (finnisch: Taalintehdas). Nach seiner Schulausbildung wurde er 1882 an der Universität Helsinki immatrikuliert und schloss das Studium der Chemie und Mineralogie 1886 mit einem Mastergrad ab. Bereits seit 1885 und bis 1887 arbeitete er bei Waldemar Christofer Brøgger in Stockholm. Von 1888 bis 1889 setzte Ramsay sein Studium auf dem Gebiet der Kristallographie bei Paul Heinrich von Groth in München fort und wechselte zu petrographischen Vorlesungen nach Heidelberg zu Karl Heinrich Rosenbusch. Zwischen 1892 und 1893 weilte er zum Studium der Mineralogie in Göttingen sowie an der Sorbonne in Paris.

## Wissenschaftliche Arbeit
Den Doktorgrad erlangte er 1887 in Stockholm unter der Betreuung seiner Professoren Brøgger und Anders Jonas Ångström. Das Thema seiner Dissertation ist Undersökning af pleokroismen och ljusabsorptionen i epidot från Sultzbachthal (deutsch: Untersuchung des Pleochroismus und der Lichtabsorption im Epidot vom Sultzbachthal). Im selben Jahr nahm er an der Großen Kola-Expedition teil und untersuchte dabei das Nephelinsyenit-Massiv auf dieser Halbinsel. Die gesammelten Ergebnisse veröffentlichte er 1890 in einem Artikel der Fennia. Später beschrieb Ramsay die geologischen Verhältnisse des Umptek und des Lujaururt-Massivs in dieser Region.
Die Eindrücke von der Halbinsel Kola veranlassten ihn später zu mehreren Forschungsreisen in diese Region. Dabei wurde er 1898 von Victor Hackman begleitet. Ihre Vorarbeiten veranlassten die Russische Akademie der Wissenschaften zu weiteren Untersuchungen, wodurch später die weltgrößten Apatitlagerstätten entdeckt wurden.
Während der 1890er Jahre war Ramsay an der geologischen Kartierung Finnlands beteiligt. Bei diesen Arbeiten entwickelte sich sein Interesse für das kristalline Grundgebirge. Die gemeinsam mit dem Geologen Walter Wahl gesammelten Ergebnisse wurden publiziert. In diesem Zusammenhang prägte Ramsay 1898 für den alten kristallinen Kern der skandinavischen Landmasse den Begriff Fennoskandia, heute auch als Baltischer Schild bezeichnet. Um die Jahrhundertwende besuchte er Gebiete in Ostkarelien, insbesondere zwischen dem Ladogasee und dem Seesjärvi, wo er die Strukturen des kristallinen Grundgebirges aus dem Präkambrium und die auflagernden quartäre Sedimente untersuchte. Bei einigen dieser Reisen begleitete ihn Walter Wahl.
Mit Unterstützung der Finnischen Geographischen Gesellschaft unternahm Ramsay im Jahre 1903 Forschungen auf der Kanin-Halbinsel. Im Mittelpunkt dieser Feldarbeiten standen quartäre Deckschichten und die sich nordwestlich erstreckenden Bergketten, deren Gesteine in den vorliegenden Faltungszonen jünger als die des Fennoskandischen Schildes sind. Diese Faltungen hatten bereits russische Forscher als ein Ergebnis der Armoricanisch-Herzynischen Orogenese erkannt. Erst 1911 konnten Ergebnisse von seiner Reise publiziert werden, die zum weiteren Verständnis dortiger paläozoischer und mesozoischer Sedimente beitrugen.
Mit seinem Schüler Matti Sauramo studierte Ramsay in späten Jahren vorzeitliche Schwankungen des Meeresspiegels und dessen Auswirkungen auf prähistorische Siedlungen.
Im Jahr 1925 wurde er zum Mitglied der Leopoldina gewählt. Seit 1925 war er korrespondierendes Mitglied der damaligen Sowjetischen Akademie der Wissenschaften.

## Universitätsarbeit
Als Professor an der Universität Helsinki strukturierte er das Institut für Mineralogie und Geologie neu. Seine Vorlesungen hielt er auf Schwedisch.

## Publikationen (Auswahl)
- Geologische Beobachtungen auf der Halbinsel Kola. In: Fennia 3 (1890), Nr. 1
- Beskrifting till kartbladen no. 19 och 20, Hogland och Tytärsaari, 1891, Erläuterungsbericht zur Geologische Karte von Finnland, 1:200.000, Blatt 19 und 20
- Geologins grunder. Helsingfors 1909
- Carte bathymetrique de Golfe de Finlande et du lac Ladoga. Atlas de Finlande 1910, Feuille No. 11, texte explicatif. In: Fennia 30 (1911), Nr. 1
- Geologins grunder 1. 2. Auflage, Helsingfors 1912
- Geologins grunder 2. 2. Auflage, Helsingfors 1913
- Fennoskandias ålder. In: Fennia 40 (1917), Nr. 4